# Monti Ceriti
I Monti Ceriti (detti anche Colli Ceriti) sono una breve e modesta catena montuosa che fa parte del Subappennino laziale.

## Descrizione
Rappresentano la propaggine più meridionale dei Monti della Tolfa. Nonostante le basse quote raggiunte, aventi il loro massimo nel Monte Santo (430 m), la forte pendenza dei versanti e la forma aguzza delle colline che li compongono gli conferiscono un aspetto di vera catena montuosa. Si estendono complessivamente nei territori dei comuni di Cerveteri e Bracciano.
Sono delimitati:
- a nord ovest dai Monti della Tolfa;
- a nord dalla valle della Caldara di Manziana;
- a nord-est dal Fosso della Caldara (che partendo dalla Caldara di Manziana scorre verso sud-ovest);
- da est a sud da una concatenazione di corsi d'acqua (Fosso Monte la Guardia, Fosso delle Ferriere) che prende generalmente il nome locale di Fosso della Mola (che sfocia presso Ladispoli con il nome di Fosso Vaccina);
- a ovest sono delimitati dalla Campagna Cerite parallelamente al Mar Tirreno.

### Aree naturali
- Comprensorio Tolfetano-Cerite-Manziate (ZPS);[1]
- Monte Tosto (ZSC);[2]
- Sughereta del Sasso (ZSC);[3]
- Cascate dell’Ospedaletto, della Mola di San Giuliano, dell’Arenile, Braccio di Mare e del Vaccinello;
- Cascatelle del Nocino.